# Frenna
Frenna (* 17. November 1991 in Den Haag als Francis Edusei) ist ein niederländischer Rapper. Seinen Durchbruch hatte er 2016 mit mehreren Features und der Top-10-Single My Love. In acht Jahren hatte er drei Nummer-eins-Alben und einen Nummer-eins-Hit in den niederländischen Charts.

## Biografie
In den 2010ern gründete Francis Edusei in seiner Heimatstadt Den Haag unter dem Rappernamen Frenna zusammen mit Jandro, Priceless und KM das Rapkollektiv Strictly Family Business, kurz SFB. Ab 2014 veröffentlichten sie mehrere gemeinsame Alben, machten aber auch Soloaufnahmen und beteiligten sich an Songs anderer Rapper. Die erste nennenswerte eigene Veröffentlichung von Frenna war im April 2015 Langste SMS. Ende 2015 erschien von SFB die Single Nu sta je hier zusammen mit Broederliefde und Ronnie Flex, mit der sie einen kleineren Charthit hatten. Nur wenig später war Frenna zu Gast auf der Single Ik was al binnen von Broederliefde und kam damit erstmals unter seinem Namen in die Charts.
Von da an konzentrierte er sich auf eine Solokarriere und hatte im September 2016 mit seiner eigenen Single My Love mit Unterstützung von Jonna Fraser einen Top-10-Hit. Mit seinem Debütalbum Geen oog dichtgedaan erreichte er wenig später Platz 3. Das Album hielt sich danach mehr als 2 Jahre in den Charts. Zum Jahreswechsel hatte er zusammen mit Ronnie Flex einen noch größeren Singlehit: Energie hielt sich 3 Wochen auf Platz 2 der Nederlandse Top 40. In den Dutch Charts (Top 100) der GfK waren My Love und Energie sogar Nummer-eins-Hits.
Im folgenden Jahr brachte die Zusammenarbeit mit Diquenza ein weiteres Nummer-drei-Album, darüber hinaus machte er sich aber rar und kehrte dafür 2018 mit dem zweiten Soloalbum Francis umso erfolgreicher zurück. Er stieg auf Platz 1 der Albumcharts ein und brachte es insgesamt auf 11 Wochen an der Spitze. Fast 3 Jahre war es platziert. Und Verleden tijd, ein ausgekoppelter Song mit Lil Kleine, erreichte Platz 1 der Top-40- und der Top-100-Charts. Mit Francis gewann er 2019 auch einen Edison in der Kategorie „Hiphop“.
In den folgenden Jahren veröffentlichte er weiter zahlreiche Singles und Kollaborationen und war regelmäßig in den Charts. Mit ’t Album onderweg naar ‘Het Album’ kam er 2020 zum zweiten Mal auf Platz 1 der Albumcharts, das Album war aber erheblich kurzlebiger als die Vorgänger. Die nächsten beiden Alben kamen in die Top 5, aber nicht ganz nach oben.
Danach wurde es wieder ruhiger um ihn, 2022/23 hatte er zwar noch einige Top-100-Hits, aber in die Top 40 kam er nur noch mit Zoë Tauran auf deren Single Gebruik me. Dafür brachte 2024 ein Comeback mit dem Album Pink Summer, seinem dritten Nummer-eins-Erfolg mit der Top-10-Single Pretty Girls.

## Diskografie

### Alben
| Jahr | Titel Interpreten                   | Höchstplatzierung, Gesamtwochen, AuszeichnungChartsChartplatzierungen (Jahr, Titel, Interpreten, Platzierungen, Wochen, Auszeichnungen, Anmerkungen) | Anmerkungen                             |
| Jahr | Titel Interpreten                   | NL | Anmerkungen                             |
| ---- | ----------------------------------- | --- | --------------------------------------- |
| 2016 | Geen oog dichtgedaan                | NL3 Gold · (120 Wo.)NL | Erstveröffentlichung: 7. November 2016  |
| 2017 | We Don’t Stop Frenna x Diquenza     | NL3 (59 Wo.)NL |                                         |
| 2018 | Francis                             | NL1 Diamant · (153 Wo.)NL | Erstveröffentlichung: 23. November 2018 |
| 2020 | ’t Album onderweg naar ‘Het Album’  | NL1 Platin · (32 Wo.)NL | Erstveröffentlichung: 16. März 2020     |
| 2021 | Highest                             | NL5 Gold · (24 Wo.)NL | Erstveröffentlichung: 15. März 2021     |
| 2021 | Championships Frenna & Jonna Fraser | NL4 Gold · (20 Wo.)NL | Erstveröffentlichung: 28. Oktober 2021  |
| 2024 | Pink Summer                         | NL1 Platin · (… Wo.)NL | Erstveröffentlichung: 19. Juli 2024     |

### Lieder
| Jahr | Titel Interpreten                                     | Höchstplatzierung, Gesamtwochen, AuszeichnungChartsChartplatzierungen (Jahr, Titel, Interpreten, Platzierungen, Wochen, Auszeichnungen, Anmerkungen) | Anmerkungen                                                                              |
| Jahr | Titel Interpreten                                     | NL | Anmerkungen                                                                              |
| ---- | ----------------------------------------------------- | --- | ---------------------------------------------------------------------------------------- |
| 2016 | Ik was al binnen Broederliefde featuring Frenna       | NL27 (5 Wo.)NL |                                                                                          |
| 2016 | My Love Frenna featuring Jonna Fraser & Emms          | NL9 Diamant · (16 Wo.)NL | Erstveröffentlichung: 16. September 2016                                                 |
| 2016 | Ik kom bij je Jonna Fraser featuring Frenna           | NL25 Platin · (9 Wo.)NL |                                                                                          |
| 2016 | Energie Ronnie Flex featuring Frenna                  | NL2 ×5Fünffachplatin · (19 Wo.)NL |                                                                                          |
| 2017 | Vervloekt Frenna featuring Diquenza                   | NL19 (7 Wo.)NL | Erstveröffentlichung: 23. Oktober 2017                                                   |
| 2018 | Pull Up Dyna, Frenna & Ronnie Flex                    | NL27 (6 Wo.)NL | Erstveröffentlichung: 1. Juni 2018                                                       |
| 2018 | Verleden tijd Frenna & Lil Kleine                     | NL1 Diamant · (13 Wo.)NL | Erstveröffentlichung: 7. September 2018                                                  |
| 2018 | Culo Bizzey, Frenna, KM & Ramiks                      | NL8 ×2Doppelplatin · (10 Wo.)NL | Erstveröffentlichung: 5. Oktober 2018                                                    |
| 2018 | Louboutin Frenna featuring Jonna Fraser, Emms & Idaly | NL16 ×2Doppelplatin · (7 Wo.)NL |                                                                                          |
| 2019 | Viraal Frenna & Mula B                                | NL20 Platin · (4 Wo.)NL | Erstveröffentlichung: 25. Januar 2019                                                    |
| 2019 | Rompe Priceless, Frenna & Murda                       | NL16 Platin · (5 Wo.)NL | Erstveröffentlichung: 1. März 2019                                                       |
| 2019 | Plankgas Snelle & Frenna                              | NL18 Platin · (5 Wo.)NL | Erstveröffentlichung: 10. Mai 2019                                                       |
| 2020 | Wat is je naam Yxng Le featuring Frenna               | NL24 ×2Doppelplatin · (5 Wo.)NL | Erstveröffentlichung: 16. Januar 2020                                                    |
| 2021 | Adem je in S10 featuring Frenna & Kevin               | NL15 Platin (Remix) · (8 Wo.)NL | Erstveröffentlichung: 10. Juni 2021                                                      |
| 2021 | Streken van een duivel Bilal Wahib featuring Frenna   | NL22 Gold · (6 Wo.)NL | Erstveröffentlichung: 18. November 2021                                                  |
| 2022 | Gebruik me Zoë Tauran featuring Frenna                | NL27 Platin · (4 Wo.)NL | Erstveröffentlichung: 5. August 2022                                                     |
| 2024 | Pretty Girls                                          | NL8 Diamant · (13 Wo.)NL | Erstveröffentlichung: 14. März 2024 inklusive Pretty Girls (Remix) und More Pretty Girls |
| 2025 | Zaazaa Frenna feat. Shallipopi                        | NL3 (… Wo.)NL | Erstveröffentlichung: 22. Mai 2025                                                       |

Weitere Lieder
- Langste SMS (2015, NL: Gold)
- Meisjes blijven meisjes (mit Twocrooks featuring Emms & Ronnie Flex, 2015, NL: Diamant)
- Wasteman (featuring Priceless & Jandro, 2016, NL: Platin)
- OMW (featuring Jonna Fraser, 2016, NL: Gold)
- Longtime (2016, NL: Gold)
- 777 (2016, NL: Gold)
- Paraplu (featuring KM & Eves, 2016, NL: Gold)
- 16 million (mit Diquenza featuring Emms, 2017)
- Op me monnie (mit Boef, 2017)
- Pull Up (mit Dyna & Ronnie Flex, 2018, NL: Platin)
- Hoe je bent (mit Broederliefde, 2018)
- Capuchon (2018, NL: Gold)
- Speciaal (mit Boef & Madam Julie featuring Kaeh, 2018, NL: Platin)
- Freak in the Weekend (mit Priceless, 2018, NL: Platin)
- Regen (featuring Bløf, 2018, NL: Platin)
- Door ’t lint (2018, NL: Gold)
- Pray (2018, NL: Gold)
- Timer tot tien (2018, NL: Gold)
- Achtbaan (featuring Philly Moré, 2019, NL: Platin)
- Paris (featuring Chivv, BolleBof & Idaly, 2019)
- Pia (2019, NL: Gold)
- Give Dem (featuring Chivv, 2019, NL: Platin)
- Abloh (featuring D-Block Europe, 2019, NL: Gold)
- Ghetto Youth (2019, NL: Gold)
- Only You (featuring Philly Moré, 2019, NL: Platin)
- Bidden in de jeep (2019, NL: Gold)
- My Bébé (mit Bryan MG, 2019, NL: Platin)
- Mami So Bad (2019, NL: Gold)
- Venus (featuring Ronnie Flex & Snelle, 2020, NL: Gold)
- Money Deh Yah (2020, NL: Platin)
- Dragon Roll (2021, NL: Platin)
- Body Count (mit Jonna Fraser featuring Emms, 2021, NL: Gold)
- Broski’s (featuring Mula B, 2023, NL: Gold)
- Paparazzi (2024, NL: Gold)
- Nasa (2024, NL: Gold)
- Girls Wanna Have Fun (2024, NL: Gold)

Weitere Gastbeiträge
- Ma3lish / Sevn Alias featuring Frenna & D-Double (2015, NL: Gold)
- Architect / Jonna Fraser featuring Sevn Alias & Frenna (2017, NL: Platin)
- Love Song / Equalz featuring Frenna (2017, NL: Gold)
- Skiemen / Josylvio featuring Frenna (2018, NL: Gold)
- Money Long / Spanker featuring Frenna & Jandro (2018, NL: Gold)
- Daar gaat ze (nooit verdiend) / Dimitri Vegas & Like Mike featuring Frenna (2019, NL: Gold)
- Mamacita / KM featuring Frenna & Jonna Fraser (2019)
- Fake Love / Delany featuring Frenna (2019, NL: Gold)
- Heel veel geld / Dopebwoy featuring Frenna (2019, NL: Gold)
- Dior Monéy / Jonna Fraser featuring Frenna & Henkie T (2019, NL: Gold)
- Amiri Jeans / Philly Moré featuring Frenna (2020, NL: Gold)
- Mansory / Lijpe featuring Frenna (2021, NL: Gold)
- Streken van een duivel / Bilal Wahib featuring Frenna (2021)
- El clásico / Lijpe featuring Frenna (2022, NL: Gold)